# Berceau (instrument)

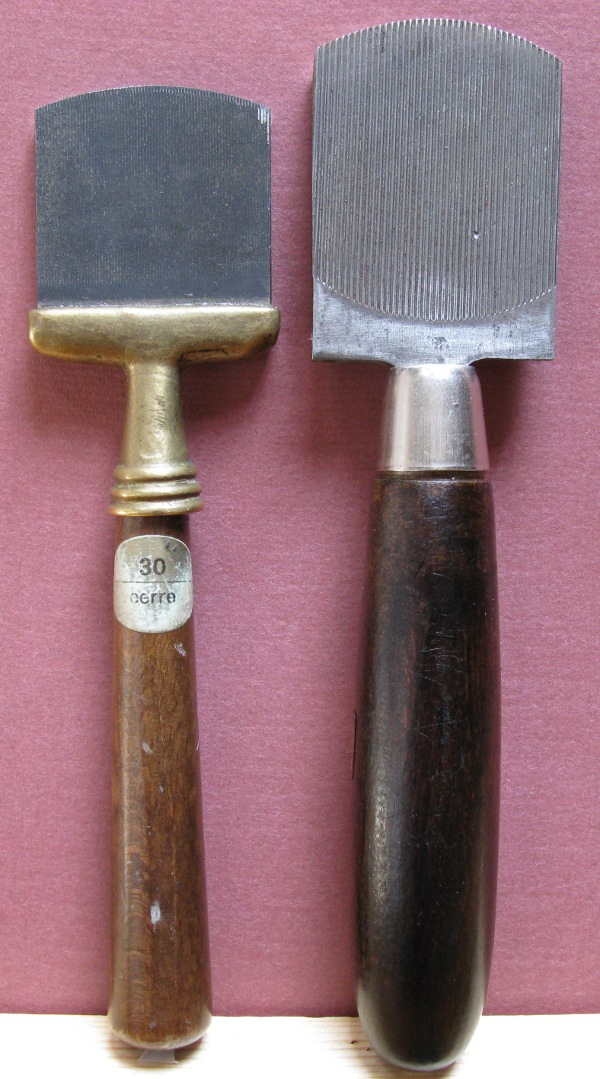
2 berceaus

Een berceau is een instrument in gebruik bij de mezzotint.
Het lijkt op een korte, brede beitel, aan de scherpe zijde halfrond geslepen en voorzien van een stevige handvat. De halfronde schuine zijde is ingekeept met een aantal fijne groeven, zodat aan de onderzijde vlijmscherpe puntjes ontstaan
De berceau wordt in verschillende richtingen over de koperplaat bewogen (gewiegd), waardoor de punten in de koperplaat drukken en er tevens een braam ontstaat.